# Galindo I Aznárez
Galindo I Aznárez (zm. 867) – hrabia Aragonii w latach 844-867. Był synem Aznara I, hrabiego Aragonii (809-820), Urgell, Cerdanyi i Conflent (820-?). Otrzymał od ojca trzy ostatnie hrabstwa przed 833 r., kiedy został wybrany na hrabiego Pallars i Ribagorzy, którymi zarządzał tylko jeden rok. Po okresowych rządach w Pampelunie wrócił do Aragonii w 844 r., aby otrzymać hrabstwo po bezpotomnej śmierci Galindo Garcésa.
Z małżeństwa z Guldregudą miał tylko jednego syna, Aznara II Galindeza.